# Mattin Treku

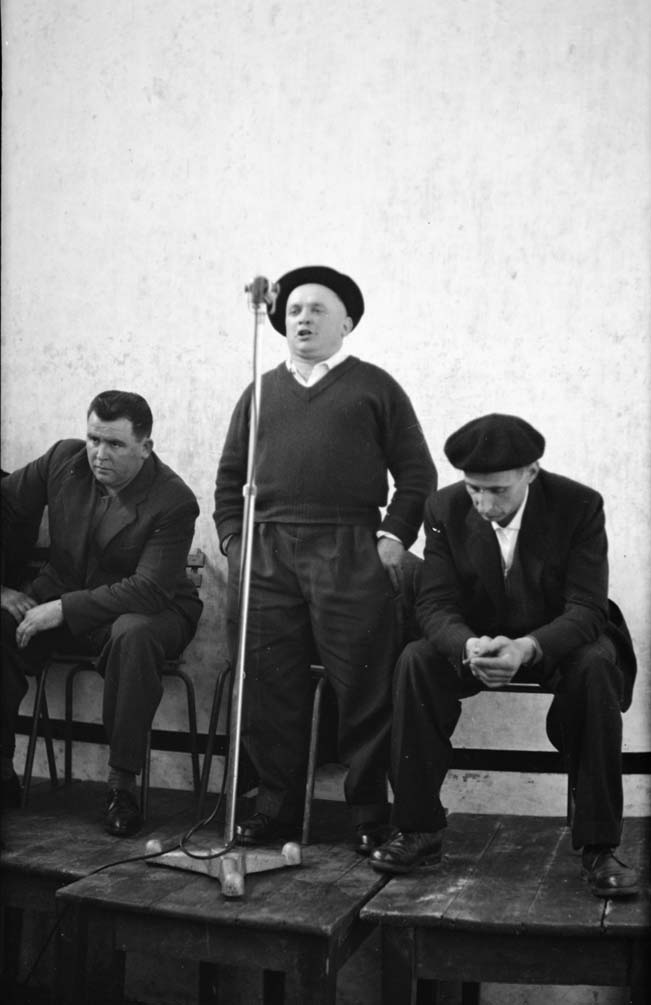
Mattin Treku improvisando versos en Sare en 1960.

Mattin Treku Inharga (Ahetze, Labort; 11 de noviembre de 1916- Bayona, 22 de julio de 1981) fue un conocido versolari del País Vasco francés.

## Estado civil
Mattin Treku nació en Ahetze en la casa Mulienea el 11 de noviembre de 1916. Allí permaneció toda su vida como agricultor. Se casó con Mari Olandegi de Saint-Pée-sur-Nivelle el 9 de agosto de 1947 y con ella tuvo un hijo llamado Jean-Pierre. Vivió en la casa de Harrieta en Ahetze y murió en Bayona el 22 de julio de 1981.

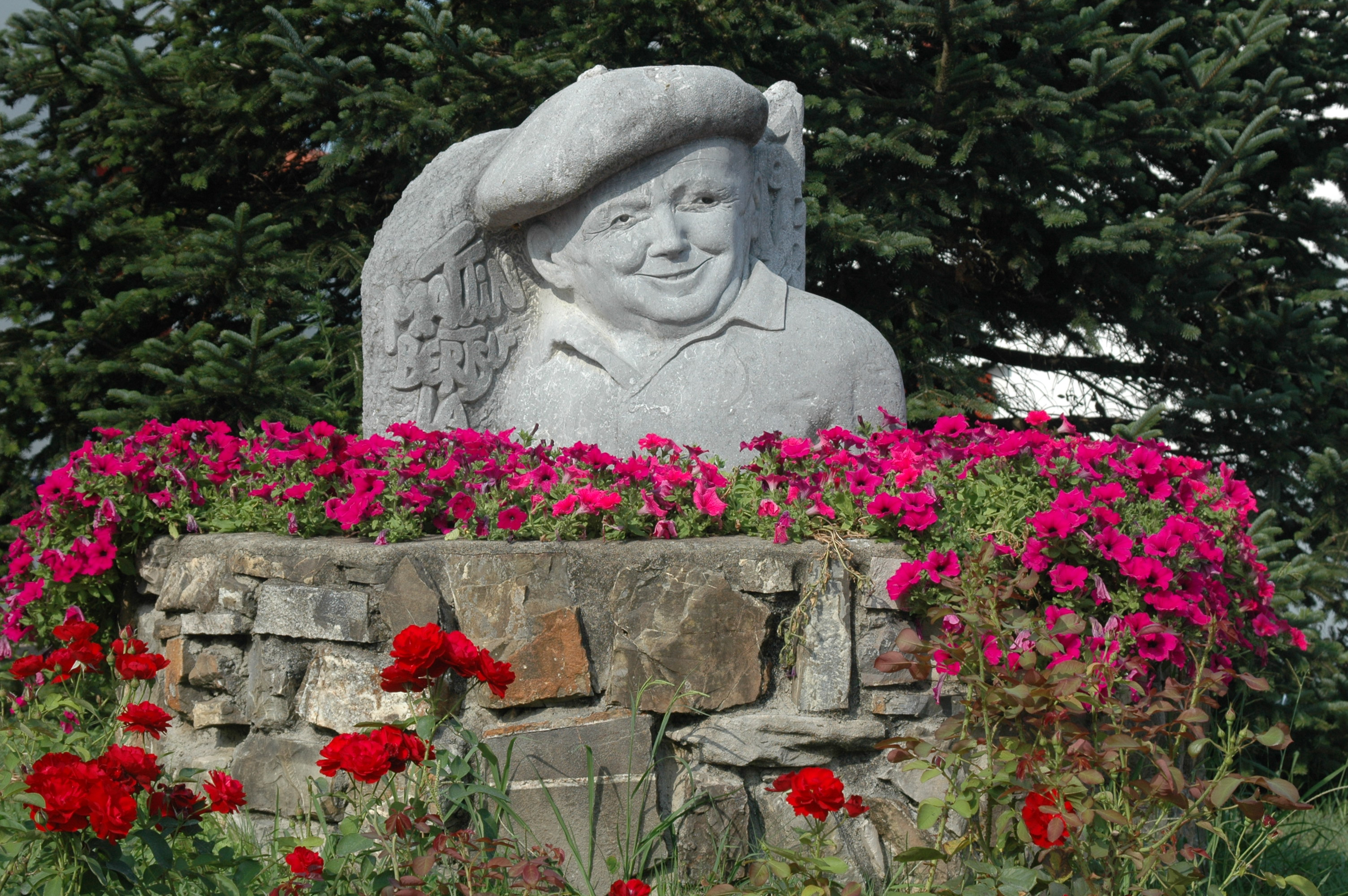
Ahetze, estatua de Mattin Treku, esculpida por Piarres Erdozaintzi.

## Biografía
Su abuelo paterno, originario de Lezo (Guipúzkoa), se instaló en Ahetze durante la segunda guerra carlista. La primera de sus improvisaciones públicas da de 1933 que durante las fiestas de Sare. En 1948 logró el campeonato de Urruña. En 1952 logró el campeonato de Sare. A partir de 1970, y hasta su muerte, participó en todos los campeonatos organizados a San Sebastián, haciendo equipo con Xalbador. En 1972 logró el premio al mejor versolari del año.

## Obras
- Ahal dena (Lo posible) en 1971
- Ene xokotik kantari (Cantante desde mi esquina) en 1981.